# Білоног Дмитро Іванович
Дмитро́ Іва́нович Білоно́г (нар. 26 травня 1995, Черкаси, Україна) — український футболіст, правий вінгер литовського клубу «Рітеряй».

## Життєпис

### Клубна кар'єра
Дмитро Білоног народився 26 травня 1995 в місті Черкаси. У 12-річному віці потрапив в академію донецького «Шахтаря». Із 2013 року також виступав у складі команди «Шахтар-3». За основну команду так і не зіграв жодного матчу. 31 серпня 2015 року, в останній день трансферного вікна перейшов у російський футбольний клуб «Урал» із Єкатеринбурга. У команді взяв собі номер 77. Про свій перехід Білоног сказав наступне:
|                                        | Вирішив піти з «Шахтаря», тому що не бачив в цьому клубі для себе якихось серйозних перспектив. Вважаю, що слабо там прогресував, так як грав не на тому рівні, на якому можу. Це моя думка. Вважаю, що виступ в чемпіонаті Росії дасть мені більше шансів просунутися в розвитку своєї кар'єри. Враження від «Уралу» дуже хороші. Це хороша команда, яка грає в футбол, а не просто б'є м'яч вперед. Тут є всі можливості, щоб прогресувати. Колектив нормально мене прийняв. Інфраструктура клубу мені сподобалася! Над пропозицією «Уралу» практично не думав. Як тільки воно надійшло, відразу ж приїхав в Єкатеринбург. |
| — Дмитро Білоног, 1 вересня 2015 року. | |

Свій перший матч у футболці «Урала» провів 21 вересня 2015 року в рамках 9 туру чемпіонату Росії 2015/16 проти «Краснодара»: на 89-й хвилині Білоног замінив півзахисника «джмелів» Чісамбу Лунгу. Загалом за сезон лише двічі виходив на заміну, відігравши вісім хвилин.
У липні 2016 року на правах оренди перейшов до кропивницької «Зірки». Після завершення сезону повернувся до «Уралу», але в першому колі чемпіонату жодного разу на поле не вийшов і лише двічі потрапив до заявки. Після чого, взимку 2018 року знову став гравцем «Зірки», на цей раз підписавши з клубом повноцінний контракт. Влітку 2018 року, після того як його команда вилетіла з вищого дивізіону, перейшов на правах оренди в донецький «Олімпік».

### Збірна
Із 2010 по 2014 рік Білоног виступав за різні юнацькі збірні України.

## Титули і досягнення
- Володар Суперкубка Лівану: 2023